# Bruno Moncelle
Compléments
Fondateur des associations :
- AIDES Groupe Sourds (1989)
- Association Culture Gay et Lesbienne des Sourds de France (1991)
- Sourds en colère (1994)
- M.A.I.N.S. (2007)

Bruno Moncelle est un comédien sourd français, né le 9 février 1962 à Paris. Il est connu en tant que militant et porte-parole pour de nombreuses causes dans la communauté des Sourds.

## Biographie

### Carrière
Né le 9 février 1962 à Paris, Bruno Moncelle fait un court essai dans une entreprise Les InouïS à Bordeaux avant de préférer se consacrer à la cause des Sourds. En 1983, il participe au théâtre à l'International Visual Theatre au château de Vincennes dans lequel il interprète de nombreuses pièces en langue des signes française comme L'Avare de Molière en 1982, Intérieur de Maurice Maeterlinck, mise en scène par Claude Régy en 1985 et Le Malade imaginaire de Molière en 1992. Entre-temps, il est formateur de langue des signes française (LSF).

### Militant et porte-parole reconnu
Alors que le sida continue à se développer dans les années 1980, ses amis sourds meurent de ce virus mortel sous ses yeux : « Lorsqu'un médecin ne connaissant pas la langue des signes remettait les résultats d'un test de dépistage à son patient sourd, sans autres explications, ce dernier voyant la mention « séropositif » pensait que cela voulait dire que sa santé était positive et repartait convaincu qu'il n'y avait pas de problème ». En 1989, à la suite de la proposition de la directrice de « AIDES » à qui il demande avec son interprète de faire le nécessaire pour assurer l’accessibilité des informations aux sourds, il crée l'association « AIDeS Groupe Sourds » dans l'intérêt de la prévention et l'information après avoir été formé dans l'urgence avec d'autres bénévoles sourds, dont Emmanuelle Laborit, Eddy Hamidi, Thierry Demarles et Claire Garguier ainsi que les interprètes Eric Verdier, Anne Marie Bisaro et Christine Grandin, en compagnie de l'association « AIDeS ».
Sans aucune association, mais bénévolement, il organise avec Victor Abbou — la grande marche du bicentenaire de l'abbé de l’Épée qui a lieu le 4 novembre 1989, entre la Bastille et l'Institut national des jeunes sourds de Paris en passant la rue Thérèse où se trouve la maison de l'abbé.
En 1991, il fonde, avec deux autres Sourds Eddy Hamidi et Frédéric Woreth, et préside l'Association Culture Gay et Lesbienne des Sourds de France (ACGLSF) dans le but du soutien contre l'isolement et l'exclusion

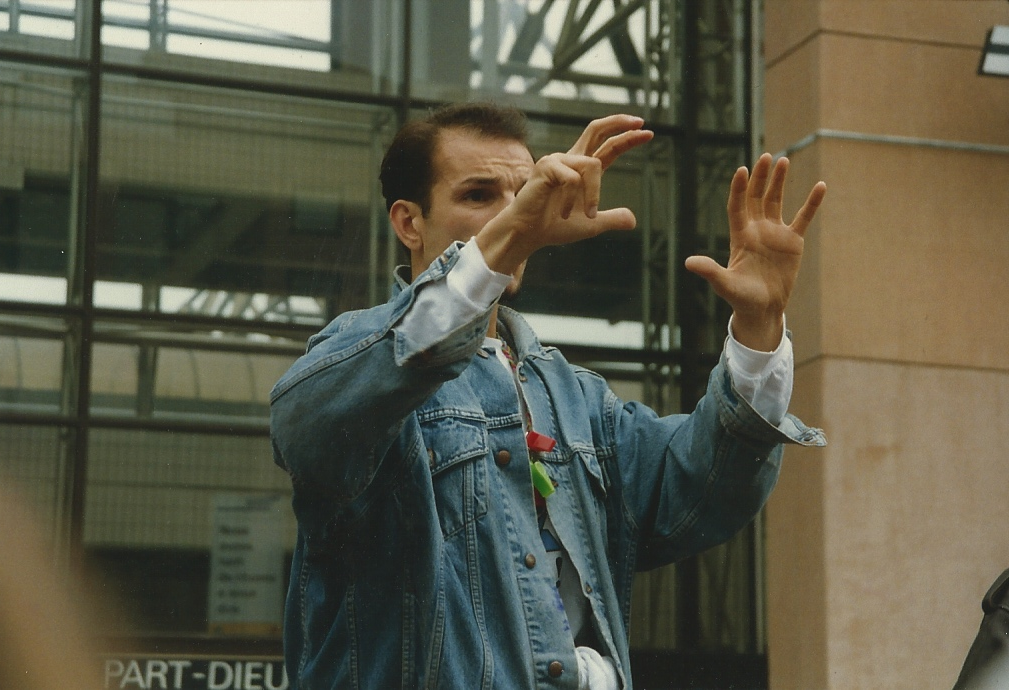
« Sourds en colère », manifestation à Lyon en 1993.

En passant ces chemins, il croise à nouveau un sérieux problème qu'est l'implantation cochléaire chez les enfants sourds. La colère explose dans la communauté sourde. En 1993, encore une fois, il fonde l'association « Sourds en Colère » afin de lutter la protection de la citoyenneté sourde et la reconnaissance de la langue des signes française : une manifestation qualifiée folklorique contre un colloque sur l’implant cochléaire a lieu à Lyon, dans la même année, tout en perturbant quelques réunions scientifiques.
En 1999, il récolte deux prix des Mains d'Or du meilleur animateur et du meilleur promoteur à la cérémonie organisée par l'Académie de la langue des signes française.
En 2005, il est responsable de la communication et présentateur de Websourd à Toulouse. En 2007, il ouvre les portes de l'association M.A.I.N.S. afin d'organiser des rencontres en langue des signes et des manifestations comme la Journée mondiale des sourds à Paris.
En mai 2012, il devient le second vice-président au côté du Philippe Boyer, président de la Fédération nationale des sourds de France. Dans la même année, à cinquante ans, lassé de son rôle du militant, il consacre sa vie à ses autres projets personnels.

## Filmographie

### Court métrage
- 1987 : Maldonne de Malgorzata Debowska[16] : l’amoureux

## Théâtre
- 1982 : L'Avare de Molière, mise en scène par Alfredo Corrado[2]
- 1985 : Intérieur de Maurice Maeterlinck, mise en scène par Claude Régy[3]
- 1987 : Les Exercices de signes, de Didier Flory
- 1992 : Le Malade imaginaire de Molière, mise en scène par Philippe Galant[4]

## Clips musicaux en LSF
- 2008 : Gaffe à toi d'Emma Gatti, en duo avec cette dernière sur le SIDA
- 2009 : Peu m'importe d'Igor Ochronowicz, apparition dans le clip ayant pour sens de l'égalité de tous humains — texte écrit par Emma Gatti, d'après une idée de Bruno Moncelle pour la Journée mondiale des sourds 2009[17]
- 2012 : Coming-out de[Qui ?], au côté de la chanteuse Stef[18]

## Distinctions
- 1999 : Mains d'or du meilleur animateur et du meilleur promoteur

### Internet
- Lutter contre le SIDA, gagner pour tous de Julien Cunillera pour l'émission L'Œil et la Main sur France 5 (diffusé en décembre 2008)
- Le Repos du militant  de Étienne De Clerck pour l'émission L'Œil et la Main sur France 5 (diffusé en décembre 2012)